# Hoja artificial
La hoja artificial es un dispositivo generador de hidrógeno y oxígeno.

## Inicios
A inicios de la década de 1970, un estudiante de la Universidad de Tokio y su tutor demostraron que unos electrodos hechos de dióxido de titanio separaban lentamente el agua, cuando eran expuestos a un haz de luz brillante. Ese fue uno de los primeros pasos en la fotosíntesis artificial.
Posteriormente, en 1974 se dio otro descubrimiento similar, esta vez de la mano de Thomas Meyer, un profesor de química de la Universidad de Carolina del Norte en Chapel Hill, quien demostró que un colorante basado en rutenio, al ser iluminado, reaccionaba de tal forma que oxidaba al agua, esto es, le quitaba electrones.
Aunque ninguno de las dos técnicas probó su viabilidad, durante las décadas siguientes los científicos siguieron estudiando las estructuras y los materiales de las plantas que absorben luz y guardan energía.
En 2004, un grupo de investigadores de la Imperial_College_London identificó un grupo de proteínas y metales, cruciales para liberar el oxígeno del agua en las plantas. Este descubrimiento ayudó mucho, ya que se sentaron las bases sobre las cuales se desarrollarían los nuevos catalizadores.
Por su parte, Daniel Nocera, investigador del Instituto Tecnológico de Massachusetts y fundador de la empresa Sun Catalytix, no comenzó atacando el gran problema, que era dividir el agua en sus componentes, sino que primero trató de encontrar el catalizador adecuado para combinar oxígeno con protones y electrones para formar agua. Al estar experimentando,  encontró que ciertos compuestos basados en cobalto eran bastante buenos para esta reacción, así que decidió utilizar similares para dividir el agua. Aunque no se esperaba que surtiera efecto, cuando usó en un experimento un compuesto de fosfato de cobalto, descubrió que sí separaba el agua en oxígeno e hidrógeno.
Uno de los factores que diferencia este dispositivo de los demás, es que está hecho con materiales baratos y no tan raros como el platino que era usado como electrodo, por lo que tiene realmente potencial como fuente de energía.

## Fotosíntesis artificial

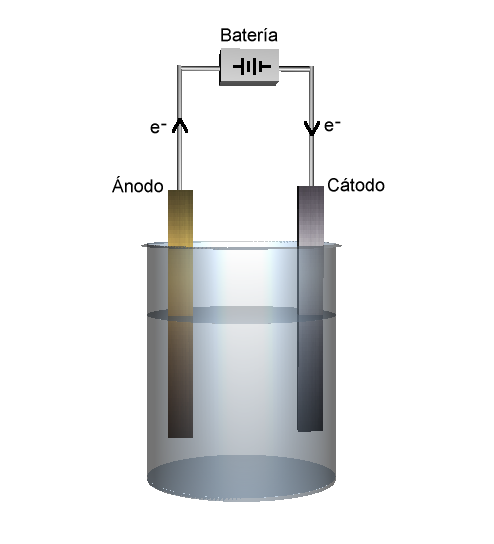
Electrólisis

Consiste en emular el proceso de fotosíntesis que llevan a cabo las plantas, quienes usan la luz para producir electrones que luego son utilizados para dividir el agua. Análogamente, la fotosíntesis artificial pretende usar luz solar para generar una corriente eléctrica y así llevar a cabo un proceso de separación del agua en sus componentes básicos, hidrógeno y oxígeno mediante un catalizador.

## Hoja artificial
Este dispositivo, creado por Daniel Nocera y su equipo de investigadores, en el Instituto Tecnológico de Massachusetts, no es más grande que un naipe, está compuesto por un chip de silicio similar al usado en las celdas solares y además cuenta con el catalizador ya integrado, que usa el voltaje producido por el chip para producir hidrógeno y oxígeno, cada gas en un lado del chip,  a partir de agua, deshaciéndose así de la necesidad de paneles solares extras.

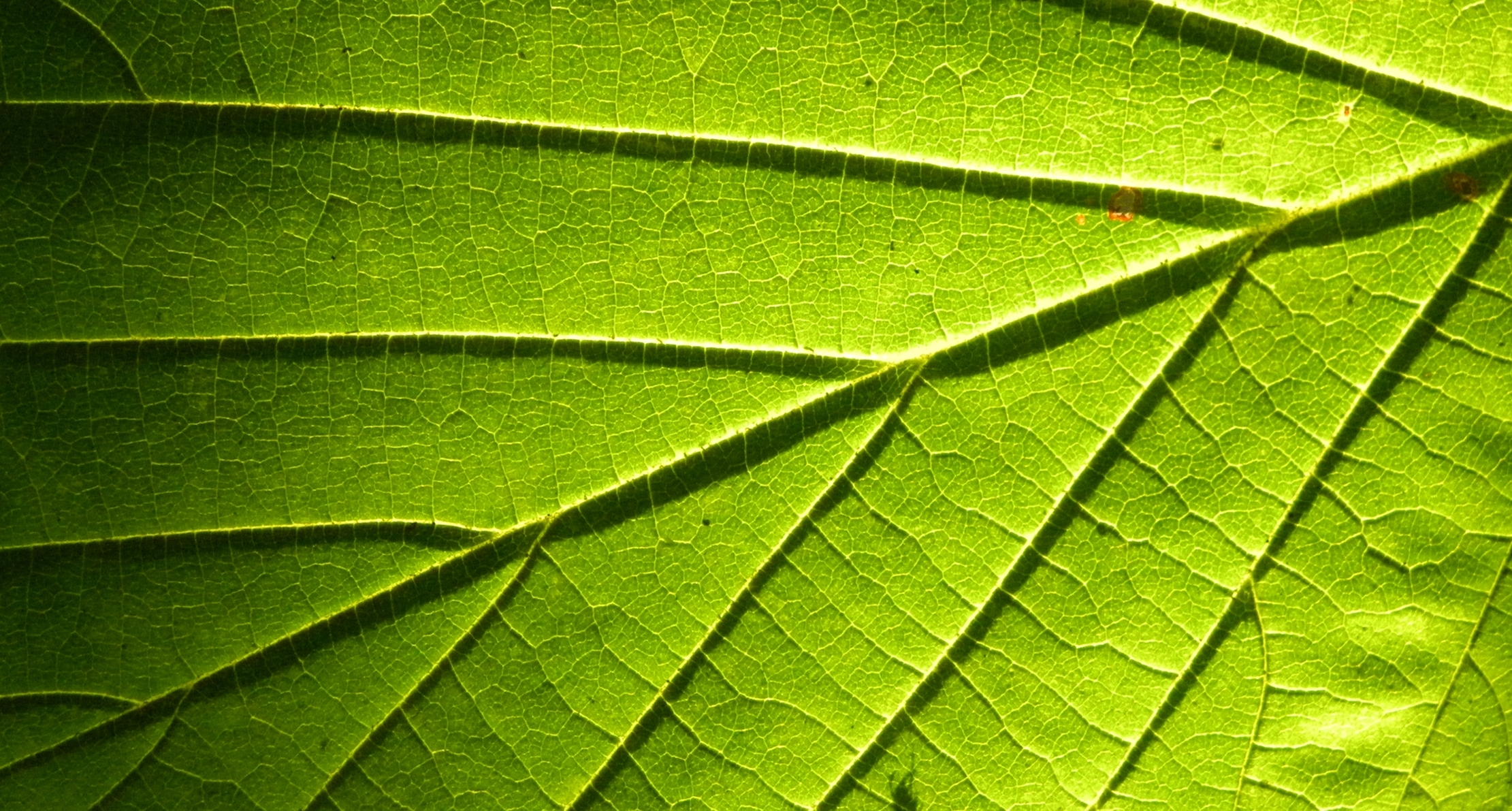
Leaf & sun light

Nocera aseguró en una conferencia de la American Chemical Society (ACS por sus siglas en inglés) que si se coloca el dispositivo en una botella de agua, y se sujeta de tal manera que lo ilumine la luz solar, se empezarían a ver burbujas de hidrógeno y oxígeno saliendo del material. Por ahora, la hoja artificial de Nocera es diez veces más eficiente llevando a cabo el proceso de fotosíntesis artificial que una hoja natural, por otra parte, puede operar de manera continua por al menos 45 horas sin bajar su rendimiento.

## El catalizador
Aunque Nocera no ha revelado la fórmula exacta del catalizador, sí dijo que está compuesto de tres metales y cada uno tiene un rol distinto: el primero funciona como un ingrediente activo en una medicina, juntando las moléculas de H2; el segundo ayuda a mantener adheridos los otros dos metales como una aleación, que puede ser manipulada; mientras que el tercero se ocupa de eliminar el fosfato de la superficie del material y permitir que el dispositivo funcione continuamente.

## Hidrógeno como energía
Al hidrógeno se le han atribuido ciertas características peligrosas, sin embargo, la mayoría carece de fundamentos. Uno de los mayores problemas que se encuentra con el hidrógeno, es que causa una deficiencia de aire que provoca que las personas puedan sentir al inhalarlo mareo, náuseas, dolores de cabeza, entre otros. Pero, es importante mencionar que estos son provocados por la falta de oxígeno, y que no son efectos colaterales del hidrógeno en sí mismo.
En cuanto a efectos que puede causar en el medio ambiente, el hidrógeno es un gas que se encuentra naturalmente en la atmósfera, por lo que en un ambiente controlado, el gas se disipará al medio ambiente sin causar repercusiones .
En lo que se refiere a combustibles, cualquier combustible es peligroso y necesita ser manejado con la debida precaución y las medidas adecuadas. El hidrógeno es muy ligero, 14.4 veces más ligero que el aire, también se quema más rápido, sin embargo, no produce humo, sino vapor de agua.
Por otra parte, en cuanto a su viabilidad como fuente de energía, mientras que la densidad energética de las baterías es alrededor de 0.5 MJ/kg, la de los combustibles líquidos es aproximadamente de 50 MJ/Kg y la de la molécula biatómica de hidrógeno H2. es de 140 MJ/Kg.

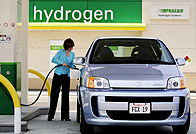
Hydrogen vehicle

Esto significa que se puede guardar una cantidad enorme de energía en muy poco combustible. El Dr. Nathan Lewis del Instituto Tecnológico de California, asegura en una entrevista que “Es obvio que los combustibles químicos son los únicos lo suficientemente densos, energéticamente hablando, para obtener energía de manera masiva, y de ellos el hidrógeno es el más limpio”.   

El motivo principal por el cual actualmente no se utiliza el hidrógeno como fuente de energía es porque en el planeta no se encuentra de manera pura, sino que siempre está en compuestos químicos. Existen tres maneras de separar el hidrógeno: usando calor, mediante procesos químicos con microorganismos o usando electricidad para llevar a cabo la electrólisis del agua.

## Celdas de combustible
Una celda de combustible o celda de hidrógeno genera electricidad a partir de la combinación electroquímica de hidrógeno y oxígeno sin combustión. Una celda de combustible no se agota, ni se necesita recargar y el único desecho que genera es agua. Las celdas de combustible están hechas por dos electrodos, siendo separados por un electrolito.

## Sun Catalytix
Es un grupo de científicos e ingenieros que, partiendo de la investigación del Dr. Nocera, buscan la manera de combinar la energía solar con el agua, de manera que puedan proveer de energía solar para cada individuo.
Ellos buscan la manera de producir energía de una manera más económica, eficiente y sobre todo personalizada, empezando así el camino de la energía que puede ser utilizada en el futuro.
En Sun Catalytix se dedican a la comercialización del experimento del Dr. Nocera para vender catalizadores que separen el hidrógeno del oxígeno del agua, imitando el proceso de fotosíntesis.